# 화랑초등학교 (경기)
화랑초등학교는 대한민국 경기도 안산시에 있는 공립 초등학교이다.

## 학교 연혁
- 1992년 3월 1일: 개교

## 스포츠
- 축구: 안산 무궁화 FC U-12 팀[2]

## 참고 자료
- 화랑초등학교 - 한국교육학술정보원 학교알리미